# Mangai
Mangai este un oraș în  provincia Bandundu, Republica Democrată Congo. În 2012 avea o populație de 45 026 de locuitori, iar în 2004 avea 36 801.